# Vlado Čapljić
Vladan "Vlado" Čapljić (en ciríl·lic serbi: Владан Bлaдo Чaпљић; nascut el 22 de març de 1962) és un entrenador i exjugador de futbol professional bosnià.

## Carrera com a jugador

### Club
Čapljić va començar a jugar als equips juvenils del club natal Željezničar, on va jugar fins a 1985. Amb ells, va arribar a les semifinals de la Copa de la UEFA 1984–85.
A continuació, Čapljić es va traslladar a Belgrad per jugar amb el Partizan, on va guanyar dos campionats nacionals, el 1986 i el 1987. El gener de 1988 es va traslladar al Dinamo Zagreb, on va jugar fins al 1990.
Després, Čapljić va tornar breument a Željezničar, abans, el 1992, de decidir marxar a l'estranger, a Portugal, on va jugar al club de la lliga inferior Esposende, abans de penjar les botes el 1994.

### Internacional
Čapljić va jugar a totes les seleccions juvenils, abans de debutar com a sènior amb Iugoslàvia en un partit amistós contra Hongria el març de 1984; va jugar un total de 4 partits internacionals sense marcar cap gol. També va jugar amb l'equip olímpic als Jocs Olímpics d'estiu de 1984 i va guanyar-hi una medalla de bronze.
El seu últim partit internacional va ser un partit de classificació per a la Copa del Món de la FIFA al setembre de 1985 contra Alemanya de l'Est.

## Carrera com a entrenador
Després d'haver-se retirat, Čapljić va decidir mantenir-se vinculat al futbol i, després d'obtenir el diploma d'entrenador, va començar a dirigir diversos equips a Sèrbia. També va ser entrenador d'alguns equips a Bòsnia i Hercegovina. Čapljić era l'entrenador de Radnički Obrenovac, Bežanija, Srem Jakovo, Timočanin, Radnički 1923, en aquell moment conegut com a Radnički Kragujevac, Slavija Sarajevo, Rudar Prijedor, Donji Srem, Mačva Šaba ŠacŽrč i el seu antic club.
Čapljić va ser l'entrenador per tercera vegada en la seva carrera al club de la Primera Lliga Sèrbia Radnički Kragujevac (Radnički 1923) el 2017.

## Palmarès

### Jugador
Partizan
- Primera Lliga Iugoslava: 1985–86, 1986–87

### Internacional
Iugoslàvia
- Jocs Olímpics d'estiu, Tercer lloc: 1984